# Institut Max-Planck de biochimie
L'Institut Max-Planck de biochimie, en allemand Max-Planck-Institut für Biochemie est un institut de recherche porté par la Société Max-Planck (MPG) ; il a son siège à Martinsried, un quartier de Planegg près de Munich. L'institut fait principalement de la recherche fondamentale im dans le secteur des sciences de la nature, et notamment dans les domaines de biochimie, biologie structurale et biophysique.

## Histoire de l'institut
L'institut est issu de la fusion, en 1973, de trois instituts situés à Munich, l'ancien « Max-Planck-Institut für Biochemie » (institut Max-Planck de biochimie), l'institut Max-Planck dem ehemaligen « Max-Planck-Institut für Eiweiß- und Lederforschung » (institut Max-Planck de recherche sur les protéines et le cuir) fondé en 1954) et l'ancien « Max-Planck-Institut für Zellchemie » (institut Max-Planck de boologie cellulaire) fondé en 1956. L'ancien institut Max-Planck de biochimie lui-même est une suite du « Kaiser-Wilhelm-Institut für Biochemie » fondé en à Berlin-Dahlem.
Le siège actuel de l'institut se trouve à proximité immédiate de la clinique Großhadern, du Genzentrum de l'université Louis-et-Maximilien de Munich, du centre d'innovation IZB Martinsried; l'institut partage le campus Martinsried avec l'institut Max-Planck de neurobiologie.

## Recherche
Les scientifiques de l'Institut Max-Planck de biochimie (MPIB) étudient la structure et les fonctions des protéines, depuis les molécules simples jusqu'aux organismes complexes. Avec environ 850 collaborateurs issus de 45 nations, le MPIB est l'un des plus grands instituts de la Société Max-Planck. Il est composé de sept départements et d'environ 25 groupes de recherche centrés sur les domaines de la biochimie, biologie cellulaire, biologie structurale et biophysique.
Les nouvelles méthodes de la biologie moléculaire et du génie génétique ont conduit à une recherche fondamentale en biomédecine dans le domaine de la biologie humaine. Dans ce domaine, les questions médicales sont associées à des techniques de biologie moléculaire, ce qui ouvre des possibilités prometteuses dans la recherche en pathogenèse et le développement de nouvelles approches diagnostiques et thérapeutiques.

## Structure
L'institut comporte environ 800 collaborateurs, dont 480 scientifiques de 45 pays.
L'institut est composé de près de 30 groupes de recherche. Il est dirigé par le collège de huit directeurs. Trois des directeurs, un directeur exécutif et deux assesseurs, prennent en charge la gestion de l'institut par rotation annuelle. En 2020, la direction est assurée par Brenda A. Schulman, avec Reinhard Fässler et Matthias Mann. Le collège de directeurs est composé de Wolfgang Baumeister, Elena Conti, Reinhard Fässler, Franz-Ulrich Hartl Matthias Mann, Brenda A. Schulman, Petra Schwille et Kikuë Tachibana qui chacun dirige un groupe de recherche :
- Biologie structurale moléculaire (Wolfgang Baumeister)
- Biologie structurale cellulaire (Elena Conti)
- Médecine moléculaire (Reinhard Fässler)
- Biochimie cellulaire (Franz-Ulrich Hartl)
- Protéomique et transduction de signal (Matthias Mann)
- Machines moléculaires et cheminement de signaux (Brenda Schulman)
- Biophysique cellulaire et moléculaire (Petra Schwille)
- Totipotence et cellules souches (Kikuë Tachibana)

## International Max Planck Research School (IMPRS)
L'institut participe à la International Max Planck Research School for Molecular and Cellular Life Sciences: From Biology to Medicine qui exerce son activité à Martinsried et à Munich. Une IMPRS est une graduate school anglophone qui permet la prépartion structurée d'un doctorat. D'autres partenaires de la IMPRS sont l'Institut Max-Planck de neurobiologie, l'Institut Max-Planck de psychiatrie, l'université Louis-et-Maximilien de Munich et l'université technique de Munich.

## Anciens membres de l'Institut
- Johann Deisenhofer, prix Nobel,
- Joachim Frank, prix Nobel
- Robert Huber, prix Nobel
- Rudolf Jaenisch, pionnier dans le domaine des organismes génétiquement modifiés
- Feodor Lynen, prix Nobel
- Hartmut Michel, prix Nobel